# U Bílých hlin
U Bílých hlin je přírodní památka mezi obcemi Krčmaň a Grygov v okrese Olomouc. Oblast spravuje Agentura ochrany přírody a krajiny ČR. Důvodem ochrany je zachování květeny.

## Turistika
Za východní hranicí přírodní památky vede zeleně značená turistická trasa Grygov – Krčmaň – Přestavlky – Velký Týnec – Holice (Olomouc). Pro turisty se v blízkosti turistického rozcestníku nachází informační tabule.

## Fotogalerie

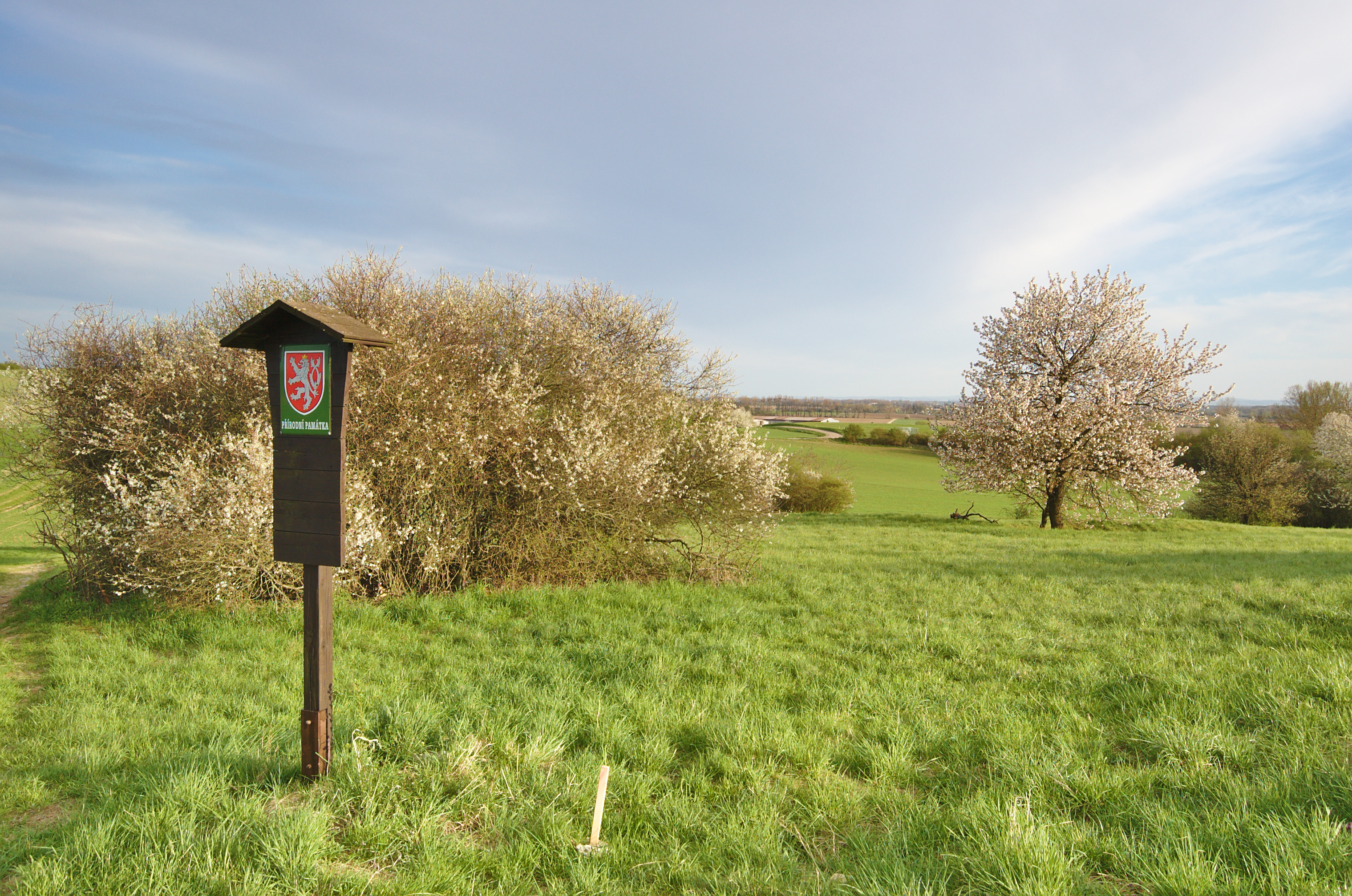
Tabule značící chráněné území
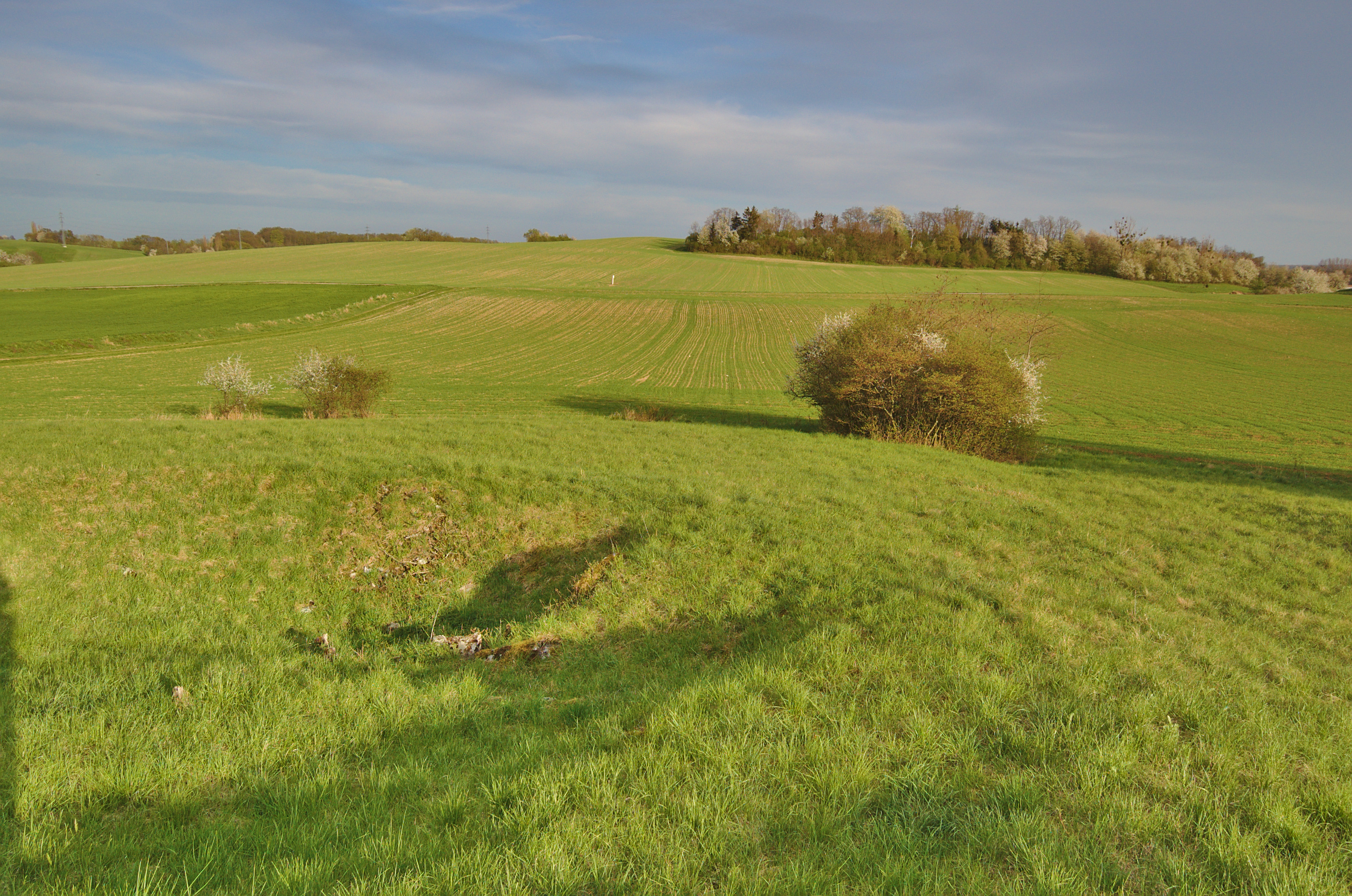
Jižní část
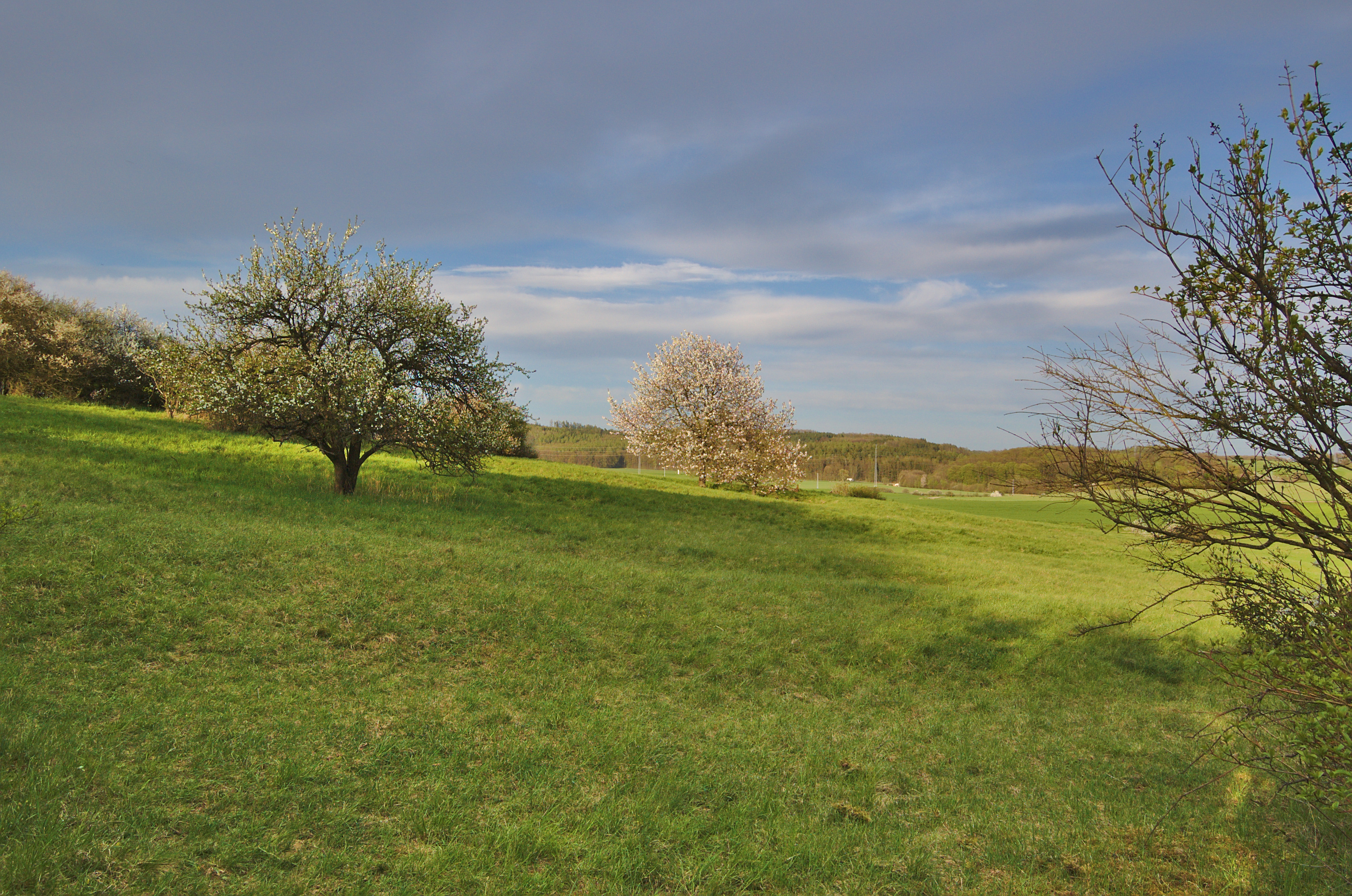
Pohled za západní části
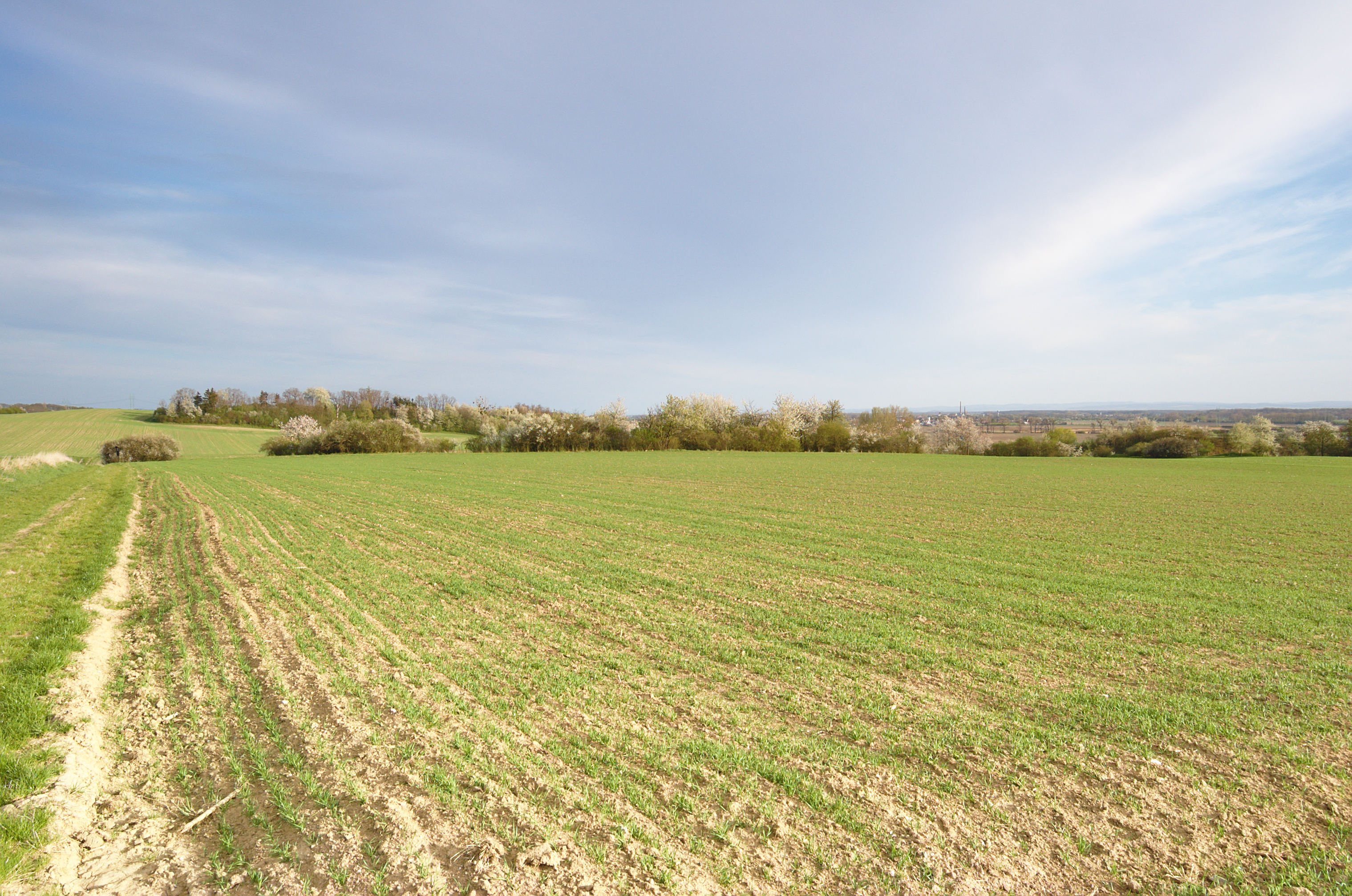
Cekový pohled od severozápadu